# 펠리피 사라이바 지 소자 시우바
펠리피 사라이바 지 소자 시우바(포르투갈어: Felipe Saraiva de Souza Silva, 1998년 3월 9일 ~ )는 브라질의 축구 선수로 현재 경남 FC에서 오른쪽 윙어,  왼쪽 윙어로 이고 K리그 등록명은 사라이바이다.